# 马平昌
马平昌（1957年2月—），男，山东淄博人，中华人民共和国政治人物。南京理工大学经济系财会专业毕业，中国社科院在职研究生学历。

## 生平
1976年加入中国共产党。历任中共淄博市淄川区委常委、副区长、代区长、区长，淄博市人民政府副秘书长，东明县委书记，中共菏泽市委常委、市委组织部部长、市委副书记、市纪委书记等职。2006年12月任中共莱芜市委副书记、代市长，次年2月正式当选。2011年12月调任中共济宁市委书记。2012年2月当选济宁市人大常委会主任。2017年1月，不再担任济宁市委书记。